# Marguerite Peltzer
 (juin 2021).
Si vous disposez d'ouvrages ou d'articles de référence ou si vous connaissez des sites web de qualité traitant du thème abordé ici, merci de compléter l'article en donnant les références utiles à sa vérifiabilité et en les liant à la section « Notes et références ».
 (juin 2021).
Pour les articles homonymes, voir Peltzer.
Marguerite Peltzer Genoyer de Cygnemont, née le 14 décembre 1897 à Gladenbach (Hesse) et morte le 15 février 1991 à Thonon-les-Bains, est une sculptrice française d'origine allemande.

## Biographie

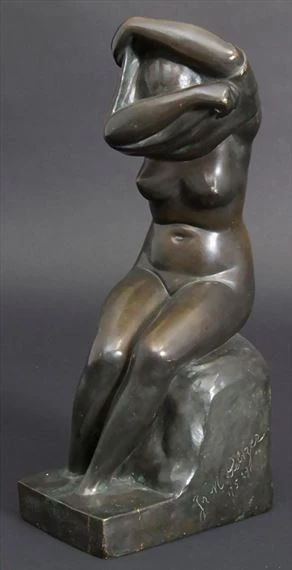
Marguerite Peltzer, Sitting Woman, bronze, 1929.

Marguerite Peltzer est la deuxième épouse du consul de France François Émile Genoyer (1887- ?), avec lequel elle se marie le 20 juillet 1937 à Thonon-les-Bains, elle est naturalisée française la même année. Cette sculptrice exposera ses œuvres à l’occasion de nombreux salons, tels que la Société des Artistes Français et le Salon de l’Union des femmes peintres et sculpteurs. Plusieurs de ses œuvres seront primées. Sa situation financière confortable, par ses origines aristocrates et son mariage, lui octroie de sculpter pour le plaisir et non par nécessité.
Son travail est fortement influencé par les maîtres de la période. Sa pièce la plus emblématique est la sirène de l'hôtel de ville de Thonon-les-Bains.
En 1937 elle est lauréate du prix de sculpture de l'Union des femmes peintres et sculpteurs.
À sa mort, Marguerite Peltzer lègue ses archives et son fonds d’atelier à la ville de Thonon-les-Bains, qui lui consacre une exposition commémorative en 1999, lui réserve une partie de l’accrochage de son musée municipal.

#### Monographie
- Marianne Le Morvan, Marguerite Peltzer, Cercle d'art, 2024.

#### Articles de presse
- « Vernissage et exposition à la Maison des Jeunes », Le Progrès,‎ 3 juillet 1950
- « Sculpteur et Peintre, Mme Peltzer-Germoeir expose à Thonon », Le Dauphiné libéré,‎ 5 juillet 1950
- « L’Exposition Marguerite Peltzer-Genoyer », Le Messager,‎ 7 juillet 1950
- « Fête au château », Le Dauphiné libéré,‎ 4 décembre 1950
- « Mon tour du Salon des Beaux-Arts », Le Dauphiné libéré,‎ 5 décembre 1950
- « Deux inaugurations au Manoir de Sonnaz », Le Dauphiné libéré,‎ 20 juin 1953
- « Deux expositions ouvertes au Manoir de Sonnaz », Le Dauphiné libéré,‎ 26 juillet 1954
- « L’Exposition de peinture du château de Sonnaz tient sa place avec "Art" ! », Le Dauphiné libéré,‎ 2 août 1954
- « Visite au Salon des Beaux-Arts », Le Messager,‎ 10 décembre 1954
- « En flânant au XVe Salon des Beaux-Arts », Le Dauphiné libéré,‎ 6 septembre 1956
- « Une statue dorée représentera la sculpture savoyarde au Salon des Artistes français », Le Progrès,‎ 28 mai 1960
- « Au Salon des Beaux-Arts », Le Messager,‎ 20 octobre 1961
- « Après une grande journée thononaise », Le Dauphiné libéré,‎ 18 décembre 1967
- « Marathon inaugural pour l’ouverture très officielle de l’hôtel de ville (remarquablement) rénové », Le Messager,‎ 23 décembre 1967
- « Affluence pour le vernissage », Le Messager,‎ 12 mars 1985
- « Le 31e Salon des Beaux-Arts : au-delà des cimaises », Le Messager,‎ 2 août 1985
- « Deux artistes locaux exposent à Paris », Le Messager,‎ 2 août 1985
- « Les photographes de Thonon et du Chablais exposent. 14 magiciens de l’image à la M.A.L », Le Messager,‎ 9 mars 1989
- « Académie Chablaisienne », Le Messager,‎ 16 octobre 1990
- « La sirène est orpheline. Décès du sculpteur Marguerite Peltzer », Journal non mentionné,‎ 18 février 1991